# Jan Smith
Jan Smith ist ein Lehrer an der Popakademie Mannheim. Er unterrichtete beispielsweise den Sänger Tom Twers.